# Liste des numéros d'El Moudjahid en français (1956-1962)

Pendant la guerre d'indépendance algérienne, 91 numéros d'El Moudjahid en français ont été publiés de juin 1956 à mars 1962.

## Liste
| Lieu de publication | Numéro | Photo | Date       | Titre de la Une                                                                          | Remarque                           |  |
| ------------------- | ------ | ----- | ---------- | ---------------------------------------------------------------------------------------- | ---------------------------------- |  |
| Alger               | 1      |       | 06/1956    |                                                                                          |                                    |  |
| Alger               | 2      |       | 07/1956    |                                                                                          |                                    |  |
| Alger               | 3      |       | 09/1956    | « Un nouveau chapitre de la Révolution algérienne s'ouvre »                              |                                    |  |
| Alger               | 4      |       | 11/1956    |                                                                                          | Numéro spécial                     |  |
| Alger               | 5      |       | 12/1956    |                                                                                          |                                    |  |
| Alger               | 6      |       | 01/1957    |                                                                                          |                                    |  |
| Alger               | 7      |       | 02/1957    |                                                                                          | Numéro saisi par l'armée française |  |
| Tétouan             | 8      |       | 05/08/1957 | « Communiqué du Comité de Coordination et d'Exécution du Front de Libération Nationale » |                                    |  |
| Tétouan             | 9      |       | 20/08/1957 | « Les membres du C.N.R.A. tombés au champ d'honneur »                                    |                                    |  |
| Tétouan             | 10     |       | 01/09/1957 | « L'indépendance nationale, seule issue possible »                                       |                                    |  |
| Tunis               | 11     |       | 01/11/1957 | « La Révolution Algérienne a 3 ans »                                                     |                                    |  |
| Tunis               | 12     |       | 15/11/1957 | « Encore une fois pourquoi le préalable »                                                |                                    |  |
| Tunis               | 13     |       | 01/12/1957 | « L'O.N.U. à l'heure de la médiation maghrébine »                                        |                                    |  |
| Tunis               | 14     |       | 15/12/1957 | « La solution du problème algérien a-t-elle été trouvée à l'O.N.U »                      |                                    |  |
| Tunis               | 15     |       | 01/01/1958 | « Diplomatie française et front maghrébin »                                              |                                    |  |
| Tunis               | 16     |       | 15/01/1958 | « Opération "optimisme" »                                                                |                                    |  |
| Tunis               | 17     |       | 01/02/1958 | « La Croix Rouge Internationale face à la Guerre d'Algérie »                             |                                    |  |
| Tunis               | 18     |       | 15/02/1958 | « Le sang maghrébin ne coulera pas en vain »                                             |                                    |  |
| Tunis               | 19     |       | 28/02/1958 | « M. Murphy à l'heure du choix »                                                         |                                    |  |
| Tunis               | 20     |       | 15/03/1958 | « Où en sont les bons offices ? »                                                        |                                    |  |
| Tunis               | 21     |       | 01/04/1958 | « 30 mars 1958 - Journée mondiale de l'Algérie combattante »                             |                                    |  |
| Tunis               | 22     |       | 16/04/1958 | « Unité et indépendance du Maghreb »                                                     |                                    |  |
| Tunis               | 23     |       | 05/05/1958 | « Notre Guerre de Libération sera victorieuse »                                          |                                    |  |
| Tunis               | 24     |       | 29/05/1958 | « Abbane Ramdane est mort au champ d'honneur »                                           |                                    |  |
| Tunis               | 25     |       | 13/06/1958 | « Non à l'intégration ! Indépendance quoi qu'il en coûte ! »                             |                                    |  |
| Tunis               | 26     |       | 04/07/1958 | « De Tanger... ... à Mahdia / Menaces sur le Maghreb »                                   |                                    |  |
| Tunis               | 27     |       | 22/07/1958 | « La Révolution arabe »                                                                  |                                    |  |
| Tunis               | 28     |       | 22/08/1958 | « Le F.L.N. passe à l'action en France »                                                 |                                    |  |
| Tunis               | 29     |       | 17/09/1958 | « En Algérie comme en France »                                                           |                                    |  |
| Tunis               |        |       | 19/09/1958 | « Le Gouvernement provisoire de la Répoublique Algérienne est constitué »                | Numéro spécial                     |  |
| Tunis               | 30     |       | 10/10/1958 | « Le Gouvernement de l'Algérie en guerre »                                               |                                    |  |
| Tunis               | 31     |       | 01/11/1958 | « La Révolution a quatre ans »                                                           |                                    |  |
| Tunis               | 32     |       | 20/11/1958 | « La sinistre comédie des élections »                                                    |                                    |  |
| Tunis               | 33     |       | 08/12/1958 | « L'Afrique aux Africains »                                                              |                                    |  |
| Tunis               | 34     |       | 24/12/1958 | « Pékin : une rencontre historique »                                                     |                                    |  |
| Tunis               | 35     |       | 15/01/1959 | « Le Colonel Amirouche : Echec aux Généraux Français »                                   |                                    |  |
| Tunis               | 36     |       | 06/02/1959 | « Les premiers officiers pilotes de l'Algérie combattante »                              |                                    |  |
| Tunis               | 37     |       | 25/02/1959 | « Les ministres algériens en Libye »                                                     |                                    |  |
| Tunis               | 38     |       | 17/03/1959 | « Entretien avec Omar Oussedik. Le Commandant Azzedine révèle »                          |                                    |  |
| Tunis               | 39     |       | 10/04/1959 | « Le secret des transmissions »                                                          |                                    |  |
| Tunis               | 40     |       | 24/04/1959 | « La wilaya II, ses réalisations et ses problèmes »                                      |                                    |  |
| Tunis               | 41     |       | 10/05/1959 | « Bagdad, Koweit, Beyrouth, Solidarité renforcée avec le peuple algérien »               |                                    |  |
| Tunis               | 42     |       | 25/05/1959 | « Un nouveau geste du G.P.R.A. »                                                         |                                    |  |
| Tunis               | 43     |       | 08/06/1959 | « Généreux parce que forts »                                                             |                                    |  |
| Tunis               | 44     |       | 22/06/1959 | « Le voyage en Yougoslavie »                                                             |                                    |  |
| Tunis               | 45     |       | 06/07/1959 | « Les profiteurs de la Guerre d'Algérie »                                                |                                    |  |
| Tunis               | 46     |       | 20/07/1959 | « Ain-Zana... »                                                                          |                                    |  |
| Tunis               | 47     |       | 03/08/1959 | « Echec à l'armée d'occupation »                                                         |                                    |  |
| Tunis               | 48     |       | 17/08/1959 | « Le drapeau algérien a flotté à Monrovia »                                              |                                    |  |
| Tunis               | 49     |       | 31/08/1959 | « Voyage à Conakry »                                                                     |                                    |  |
| Tunis               | 50     |       | 14/09/1959 | « Bombe "A" française... ... Un défi aux peuples africains »                             |                                    |  |
| Tunis               | 51     |       | 29/09/1959 | « Le G.P.R.A. déclare / la paix peut être immédiate »                                    |                                    |  |
| Tunis               | 52     |       | 15/10/1959 | « Le monde exige... ...La paix en Algérie »                                              |                                    |  |
| Tunis               | 53/54  |       | 01/11/1959 | « 1er novembre 1954 - 1er novembre 1959 »                                                | Numéro double                      |  |
| Tunis               | 55     |       | 16/11/1959 | « Les Algériens parlent aux Algériens »                                                  |                                    |  |
| Tunis               | 56     |       | 27/11/1959 | « Les interlocuteurs valables »                                                          |                                    |  |
| Tunis               | 57     |       | 15/12/1959 | « Le débat algérien aux Nations-Unies »                                                  |                                    |  |
| Tunis               | 58     |       | 05/01/1960 | « L'indépendance du Mali et la Révolution algérienne »                                   |                                    |  |
| Tunis               | 59     |       | 05/02/1960 | « Des volontaires pour l'Algérie »                                                       |                                    |  |
| Tunis               | 60     |       | 20/02/1960 | « Aux Européen d'Algérie »                                                               |                                    |  |
| Tunis               | 61     |       | 16/03/1960 | « De Gaulle contre la paix »                                                             |                                    |  |
| Tunis               | 62     |       | 31/03/1960 | « Alger-Le Cap / L'axe du colonialisme »                                                 |                                    |  |
| Tunis               | 63     |       | 25/04/1960 | « Le Président Ferhat Abbas fait le point »                                              |                                    |  |
| Tunis               | 64     |       | 12/05/1960 | « Les "Grands" et la guerre d'Algérie »                                                  |                                    |  |
| Tunis               | 65     |       | 31/05/1960 | « S'unir contre l'impérialisme »                                                         |                                    |  |
| Tunis               | 66     |       | 20/06/1960 | « Appel à la Nation »                                                                    |                                    |  |
| Tunis               | 67     |       | 16/07/1960 | « La sabotage de la paix »                                                               |                                    |  |
| Tunis               | 68     |       | 05/08/1960 | « Le Congo et l'Algérie »                                                                |                                    |  |
| Tunis               | 69     |       | 08/09/1960 | « Les insultes du 5 septembre sont vaines... ...Indompatble, le Peuple triomphera »      |                                    |  |
| Tunis               | 70     |       | 25/09/1960 | « L'O.T.A.N. Un pacte colonialiste »                                                     |                                    |  |
| Tunis               | 71     |       | 14/10/1960 | « A pékin, à Moscou, à New-York, de puissants alliés »                                   |                                    |  |
| Tunis               | 72     |       |            | 01/11/1960                                                                               | « La vie quotidienne de l'A.L.N. » |  |
| Tunis               | 73     |       | 24/11/1960 | « La "Communauté" à l'heure du choix »                                                   |                                    |  |
| Tunis               | 74     |       | 15/12/1960 | « Le drapeau algérien flotte à Alger »                                                   |                                    |  |
| Tunis               | 75     |       | 19/12/1960 | « Les Journées de Décembre 1960 »                                                        |                                    |  |
| Tunis               | 76     |       | 05/01/1961 | « Après l'O.N.U. Une nouvelle épreuve de force »                                         |                                    |  |
| Tunis               | 77     |       | 23/01/1961 | « La Question de la Minorité Européenne »                                                |                                    |  |
| Tunis               | 78     |       | 23/02/1961 | « Martyr de la cause africaine »                                                         |                                    |  |
| Tunis               | 79     |       | 15/04/1961 | « Unité du peuple, Intégrité du territoire »                                             |                                    |  |
| Tunis               | 80     |       | 12/05/1961 | « Algérie, Angola, Cuba, Un même combat »                                                |                                    |  |
| Tunis               | 81     |       | 04/06/1961 | « Un Peuple unanime »                                                                    |                                    |  |
| Tunis               | 82     |       | 25/06/1961 | « Après Evian, le cri de l'Afrique / Indépendance d'abord »                              |                                    |  |
| Tunis               | 83     |       | 19/07/1961 | « Ni partage, ni amputation / l'Algérie souveraine »                                     |                                    |  |
| Tunis               | 84     |       | 29/08/1961 | « Le nouveau Gouvernement provisoire de la République algérienne »                       |                                    |  |
| Tunis               | 85     |       | 01/10/1961 | « Préparer l'Algérie de demain »                                                         |                                    |  |
| Tunis               | 86     |       | 01/11/1961 | « 1er novembre 1961 / Journée nationale »                                                |                                    |  |
| Tunis               | 87     |       | 22/11/1961 | « Au début de la huitième année de lutte / un progrès décisif »                          |                                    |  |
| Tunis               | 88     |       | 21/12/1961 | « Sept ans de guerre en wilaya I »                                                       |                                    |  |
| Tunis               | 89     |       | 16/01/1962 | « L'intoxication ne sert pas la paix »                                                   |                                    |  |
| Tunis               | 90     |       | 09/03/1962 | « La paix en question »                                                                  |                                    |  |
| Tunis               | 91     |       | 19/03/1962 | « Le cessez-le-feu : Etape vers l'indépendance »                                         |                                    |  |